# Czesław Biernat
Czesław  Biernat (ur. 18 stycznia 1925 w Sulęczynie, zm. 20 stycznia 2015 w Gdyni) – polski historyk, archiwista, profesor nauk humanistycznych.

## Życiorys
Urodził się w rodzinie Józefa (1896–1962), listonosza, i Elżbiety z domu Pałasz (1898–1977). Od 1932 uczęszczał do szkoły powszechnej w Sulęczynie, od 1935 w Gdyni. 
Podczas okupacji hitlerowskiej pracował jako robotnik przymusowy gdyńskiego warsztatu szklarskiego. 
Studiował w Państwowej Wyższej Szkole Pedagogicznej w Gdańsku. W 1952 otrzymał tytuł magistra z filozofii w zakresie historii na Uniwersytecie Mikołaja Kopernika w Toruniu. Doktorat obronił w 1961, a habilitację w 1976. Tytuł naukowy profesora uzyskał w 1980. Specjalizował się w teorii i metodyce archiwistyki oraz historii gospodarczej. Współtworzył koncepcję kształcenia archiwistów na Uniwersytecie Gdańskim. Następnie (1972–1991) wykładał na specjalizacji archiwistycznej w Instytucie Historii UG. Pełnił funkcje – dyrektora Archiwum Państwowego w Gdańsku (1969–1991) i przewodniczącego Rady Redakcyjnej czasopisma Archeion (1982–1994). Był członkiem: Sekcji Nauk Humanistycznych Komitetu Badań Morza PAN (od 1978), Rady Naukowej Instytutu Historii UG, Polskiego Towarzystwa Historycznego Oddział w Gdańsku, Wydziału I Nauk Społecznych i Humanistycznych Gdańskiego Towarzystwa Naukowego, Komitetu Redakcyjnego Wydawnictw Książkowych Wydziału I GTN, NSZZ „Solidarność”, a także członkiem honorowym Stowarzyszenia Archiwistów Polskich (od 2002). Zasiadał w radach naukowych: Biblioteki Gdańskiej PAN, Muzeum Historii Miasta Gdańska oraz Instytutu Bałtyckiego. 
Był mężem Teresy z Węsierskich (1927–2014).
Zmarł w Gdyni, pochowany obok żony na cmentarzu parafii św. Mikołaja w Gdyni (sektor V-4-1).

## Publikacje monograficzne
- Recesy gdańskich ordynków, 1545–1814 (1958)
- Statystyka obrotu towarowego Gdańska w latach 1651–1815 (1962)
- Spór archiwalny polsko-gdańsko-niemiecki w okresie międzywojennym 1919–1939 (1969)
- Dzieje Gdańska (wraz z Edmundem Cieślakiem; 2001)
- Problemy archiwistyki współczesnej  (1977)
- Archiwum Państwowe w Gdańsku: przewodnik po zasobie do 1945 roku (1992)

## Ordery i odznaczenia
- Krzyż Oficerski Orderu Odrodzenia Polski (1989)
- Krzyż Kawalerski Orderu Odrodzenia Polski (1975)
- Medal 40-lecia Polski Ludowej (1984)
- Medal Komisji Edukacji Narodowej (2002)
- Odznaka „Zasłużony Działacz Kultury” (1979)
- Odznaka honorowa „Zasłużonym Ziemi Gdańskiej” (1984)
- Odznaka Honorowa za Zasługi dla Archiwistyki (1978)
- Medal Uniwersytetu Gdańskiego (1992)

## Nagrody
- Nagroda Miasta Gdańska w Dziedzinie Kultury „Splendor Gedanensis” (1985)[3]
- Nagroda Prezydenta Miasta Gdańska w Dziedzinie Kultury (2000)[4]